# 投手

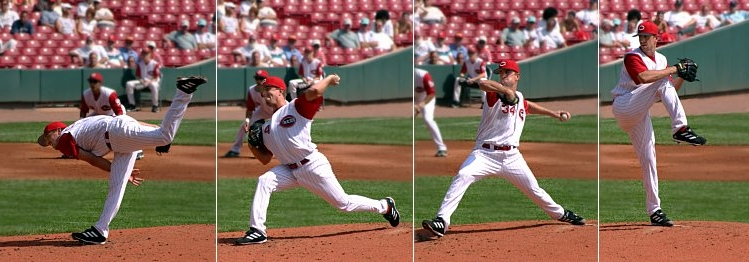
投手投球的連續動作（圖中投手為Brandon Claussen）

投手（英語：Pitcher，通常簡寫成）是棒球或壘球比賽中，防守方負責投球供進攻方打擊手打擊的球員，通常被視為主宰比賽勝負的靈魂人物。只要不違反規則，投手可採用任何一種姿勢來作投球。在紀錄逐局比賽過程時，通常以數字「1」來代表投手的守備位置。

## 投手類型

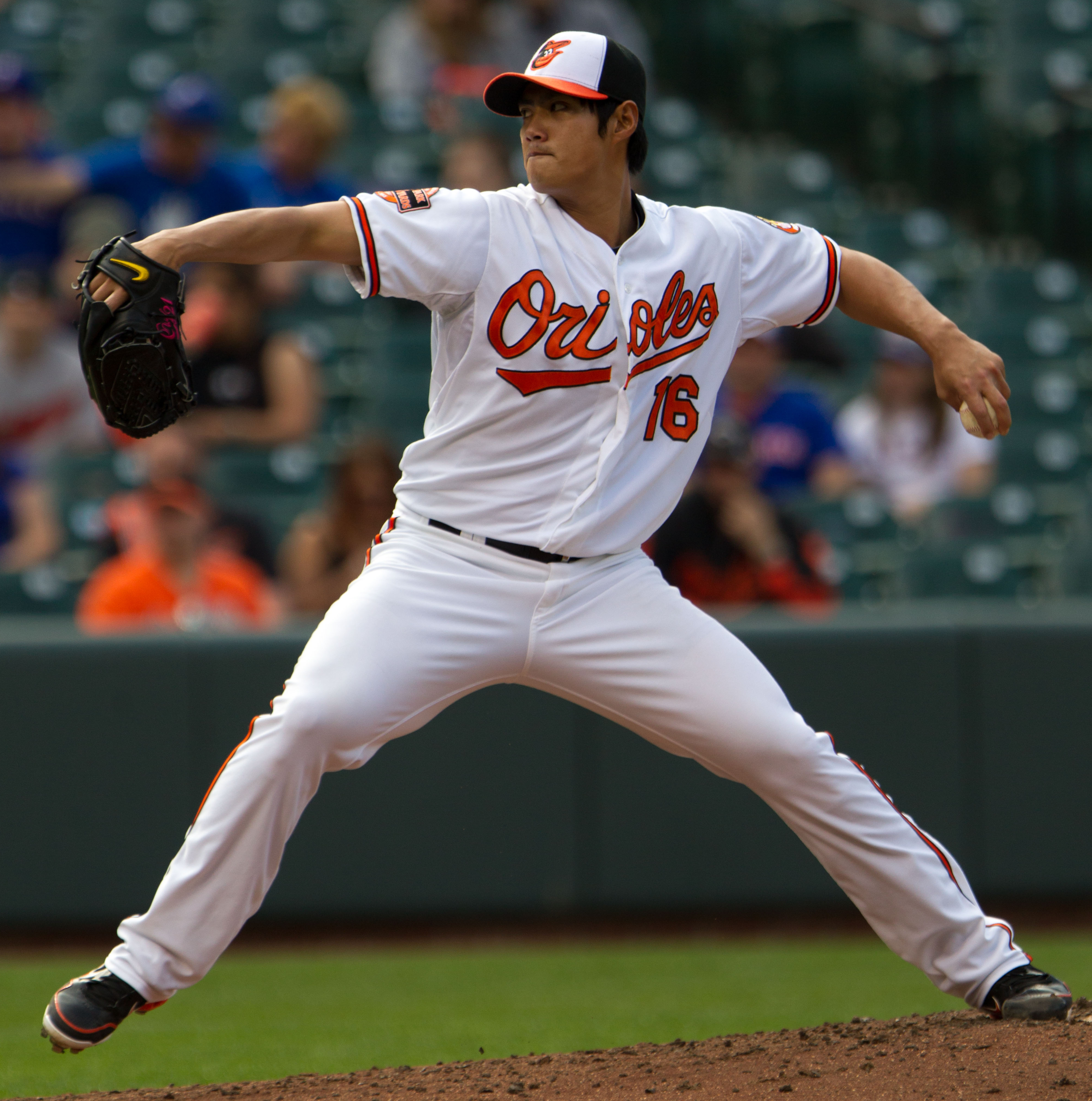
台灣左投投手─陳偉殷

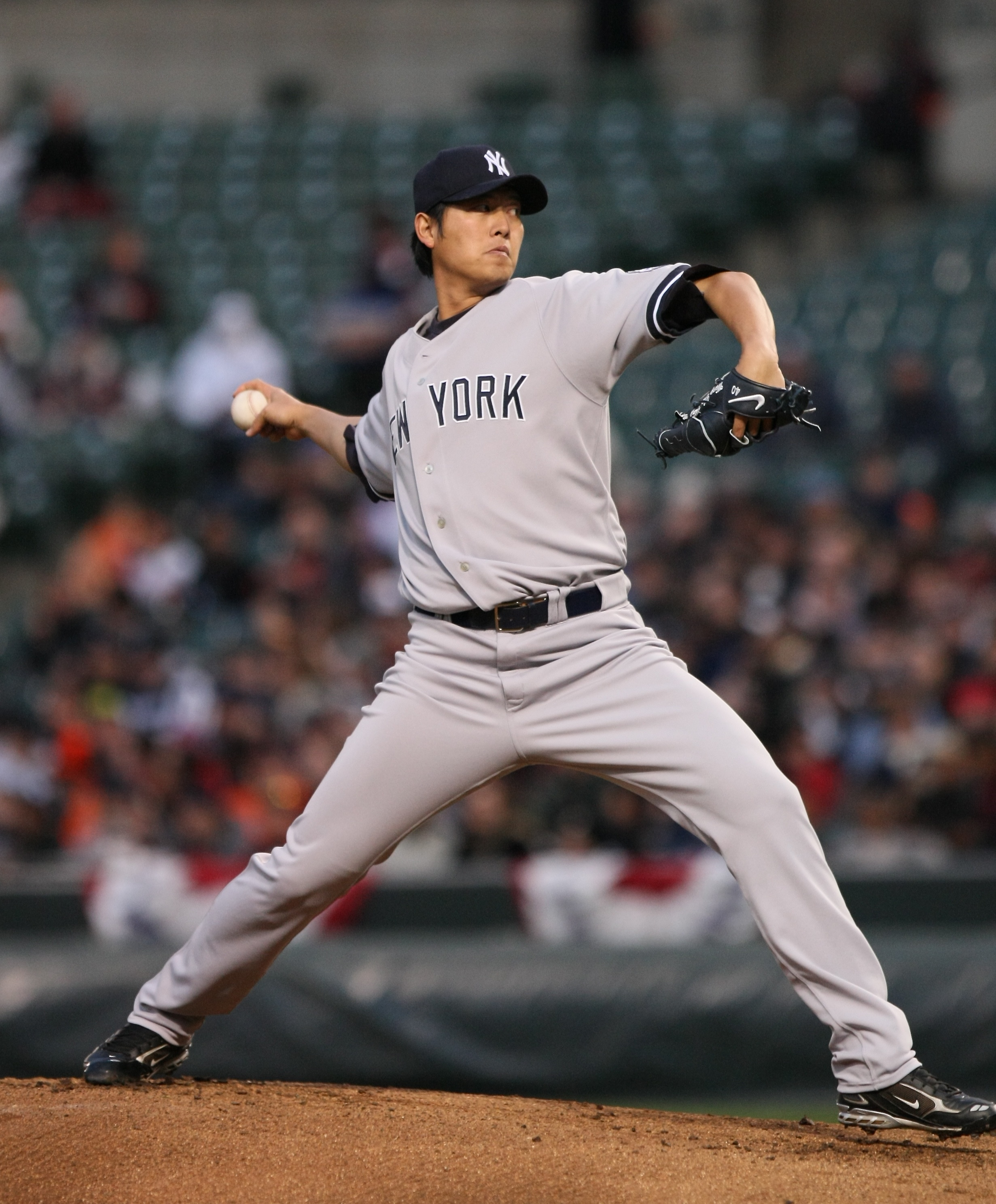
台灣右投投手─王建民

### 投球慣用手
投球慣用手是指投手在進行投球時，用來握球及進行揮臂動作並將球投出的手，非慣用手則是戴上棒球手套，負責接捕任何形式來球的手。投手依投球慣用手的不同而分為左投及右投，由於慣用右手的人佔大多數，因此現今無論是各國的三級棒球、甲、乙組業餘成棒甚至職業棒球的投手皆以右投手較多，而左投手相較於右投手便顯得較為稀少。
雖然大部分投手的投球慣用手是順著自己本身的慣用手而練成，但在各國棒球界仍不乏投球慣用手與日常慣用手相反的投手，知名的右撇子左投有前美國大聯盟的紐約大都會終結者比利·華格納，前中華職棒投手林煜清則為左撇子右投。

### 姿勢
- 揮臂式姿勢（Windup Position）
- 固定式姿勢（Set Position）

### 出手角度
- 上肩投法（高壓式投法）
- 斜肩投法（四分之三投法）
- 側投
- 低肩側投
- 低肩投法（下勾、潛水艇投法）

### 解決打者方式
- 三振型投手
- 滾地球型投手
- 飛球型投手
- 觸身球型投手

## 投手分工
依據比賽上場順序，大致可分為二大類：先發投手及後援投手。

### 先發投手
比賽一開始雙方隊伍首位上場之投手稱為先發投手（Starting Pitcher, SP）。一般而言，先發投手是球隊中較具有續航力與壓制力的投手，一個好的先發投手至少要能投滿5局，且不能失分太多，以確保球隊能夠專心打擊以取得領先。優質先發（投滿6局失3分含以內）是評斷一個投手是否優異的指標，最理想的狀況是先發投手能夠投滿7局（或100球左右），再由後援投手上場。在現代分工日趨精細的棒球運動中，除非投手用球數仍不算太多可以挑戰完投、完封，甚至是完全比賽、無安打比賽等特殊紀錄，為避免投球數過多導致運動傷害，較少見到由先發投手獨力投完全場的情況。
100球的設定是基於大部分的先發投手會在用球數超過100球後快速累積疲勞，但其僅為經驗法則，教練仍會視個別投手的條件或場上戰況酌予增減參考用球數。

### 後援投手
比賽中期接替先發投手稱為後援投手（Relief Pitcher, RP）或牛棚投手
依據比賽情況不同又可細分為：
- 長中繼投手（long reliever，LRP）：當先發投手體力不濟或失分太多時（投不滿5局），於比賽前期接替先發投手，希望能控制局面以待球隊反撲
- 短中繼投手（middle relief pitcher，MRP）：通常於第6、7局登場接替先發投手。
- 佈局投手（set-up man，SU）：負責王牌救援投手尚未上場前之接替工作，通常於第8局登場，通常為球隊用來培養未來的終結者。
- 救援投手（closer，CP）：當球隊領先幅度很小時負責最後一局把關任務，守住球隊戰果之投手，俗稱終結者、守護神或關門者，通常於第9局登場。
- 一人左投（left-handed specialist, LOOGY）：專門對付左打者之左投，通常只投一個打席即退場。美國職業棒球大聯盟（MLB）為避免投手更換頻率過高影響比賽時間，2020年起限制投手除因故無法投球的狀況外，必須至少面對3個打席才得進行投手更換。

## 投手常見球種
投手為了使打者不易擊球，通常會具備數種球種來迷惑打者及影響打者節奏，主要分快速球(fastball)、變速球、變化球(breaking ball)。

### 快速球（直球）
- 四縫線快速球（Four-seam Fastball）
- 二縫線快速球（Two-seam Fastball）
  - 伸卡球（Sinker，又稱「沉球」）
  - 卡特球（Cutter，又稱切球）

### 變速球
- 變速球（Changeup）
  - 掌心球（Palmball）
  - 圈指變速球（Circle-Changeup）
  - 零速度球 (Zero-speed-Palmball)

### 變化球
- 滑球（Slider）
  - 滑球
  - 橫掃球（Sweeper）
- 指叉球（Forkball）
  - 指叉球
  - 快速指叉球（Split-Finger Fastball，又稱叉指快速球）
  - 伸叉球（Splinker）
- 曲球（Curveball）
- 螺旋球（Screwball）
- 彈指球（Knuckleball，又稱蝴蝶球）

## 投手犯規類型
投手有投球、牽制或其他違反規則之行為時，記為投手犯規。無跑壘員時記一個壞球，有跑壘員時各跑壘員均推進一個壘位。
- 投手做投球之關連動作而停止投球者。（例如：假裝投球）
- 投手對一壘做假性牽制。（例外：投手退出投手板時得假牽制）
- 投手向壘傳球前腳未直接踏向該壘。（例如：自由腳踩向本壘方向卻對一壘做牽制）
- 投手傳球給沒有跑壘員之壘者。（例外：一壘有跑者時正確往二壘做牽制動作，不記投手犯規）
- 投手在有跑壘員在壘時違規投球。（例如：投手有意乘跑壘員不注意時突襲投球）
- 投手的軸心腳未踏投手板正面對擊球員投球。
- 投手未觸於投手板而作關連投球之動作者。
- 投手做無必要之拖延比賽。（由裁判主觀認定，最重可勒令退場）
- 投手未持球站在投手板或跨在投手板，或是離開投手板假裝投球。
- 投手於採取正規投球姿勢後，除實際投球或傳球給壘外，任何一手放開時。
- 投手故意或不小心掉落手裡的球。

關於此條依不同狀況而有不同判定。
1.壘上有跑壘員時，視為投手犯規，跑壘員各往前推進一個壘位。
2.壘上無跑壘員時，掉落的球留在界內則不算投球。
3.壘上無跑壘員時，掉落的球滾出界外則記一個壞球。
- 投手故意或不小心腳滑而跌倒。
- 投手企圖故意四壞球，投球給位於捕手區外之捕手。
- 投手採固定式投球時未經過完全靜止狀態即投球。
- 突然向沒有準備好的擊球員投球時。
- 違反有關正面投球和側面投球的規定投球時。
- 投手在球上黏口香糖或唾液之後投球。

當投手犯規發生的同時，擊球員如果靠安打、四壞球保送或失誤等比賽進行中方式上壘，且其他跑壘員都至少往前推進一個壘位時，則仍視為比賽進行中。
如果投手犯規發生的同時出現暴投、捕逸或暴傳，跑壘員除了至少推進一個壘位外，亦得視狀況冒險進壘。
由於投手犯規發生時跑壘員是無條件推進一個壘位，因此會使得原本被迫進壘狀態的跑者變成非被迫進壘，而增加在壘包製造出局數的難度。且可能因為「再見投手犯規」而決定勝負。

## 外部連結
- 投手在台灣棒球維基館上的頁面（繁體中文）